# Hijos del pueblo
Hijos del pueblo és una cançó popular relacionada amb el moviment obrer, especialment el d'inspiració anarcosindicalista. Sembla que l'himne és obra del periodista alacantí Rafael Carratalá Ramos. Va presernar-se en societat el 1885 a la Secció de Música revolucionària del primer certamen socialista organitzat pel Centre d'Amics de Reus, pertanyent a la Primera Internacional.

## Versions
La lletra té tres versions. La primera és la versió de 1885, mentre que la segona es va gravar durant la Guerra Civil per l'Orfeó Català de Barcelona sota la direcció de Francesc Pujol i Pons. La tercera és una versió titulada Himno anarquista o Salud proletarios.

### Versió del centenari de la CNT
Amb motiu de la commemoració del centenari de la CNT, es va proposar la regravació dels himnes A les barricades i Hijos del pueblo. El primer pas va ser localitzar les partitures, per a això es van demanar a la Fundació d'Estudis Llibertaris Anselmo Lorenzo, amb l'esperança que estiguessin dipositades en els seus arxius, però es va informar que si encara existien estarien desaparegudes, probablement extraviades i /o destruïdes en finalitzar la Guerra Civil.
Posteriorment, es va contactar amb el periòdic Tierra y Libertad, descobrint que ells tenien les partitures. Després de mesos de treball, el 14 de novembre de 2009 es produí l'enregistrament definitiu en el Conservatori de Música Juan Crisóstomo d'Arriaga de Bilbao sota la direcció de Luís Antonio Gamarra.